# 皮艇行動
皮艇行动是英国於2021年8月時进行的一项军事行动，目的是在2021年塔利班攻勢中从阿富汗撤离英国国民和符合条件的阿富汗人。该行动由大约900名英国军人组成，包括来自英国陆军第16空中突击旅士兵。是次行動標誌著英國結束在阿富汗長達20年的軍事行動。